# 渡邊雅文
渡邊 雅文（わたなべ まさふみ、1983年12月4日 - ）は、香川県出身のフォーリーアーティスト。主にアニメーション・実写ドラマ・ゲームなどの効果音の中で「フォーリー(生音)」と呼ばれる、足音・衣擦れ・人が触れる物の音を担当している。
株式会社evance代表取締役。香川県にフォーリースタジオを所有し、主に東京とリモートワークで仕事を行なっている。

## 略歴
- 2006年　大阪芸術大学卒業後、サウンドボックスに音響効果助手として入社。
- 2009年　退職とともに地元である香川県に帰郷し音響効果活動を続ける。
- 2015年　音響効果業務の中のフォーリー(生音)に特化した組織となる、株式会社evanceを設立。

## 担当作品（サウンドボックス時代）

### 劇場アニメ
- 劇場版 どうぶつの森　※倉橋裕宗、山谷尚人、米原想、緒方康恭と共同担当

### TVアニメ
- のだめカンタービレ　※中野勝博と共同担当
- 全力ウサギ
- ソウルイーター（効果助手）
- 屍姫シリーズ（効果助手）
- ひぐらしのなく頃に礼　※倉橋静男と共同担当

## 担当作品（evance設立以降）
※特記の無い限りフォーリー担当として参加

### TVアニメ

#### 2016年
- 魔法少女育成計画(音響効果)
- ダンガンロンパ3 -The End of 希望ヶ峰学園- （未来編）（６話～）

#### 2017年
- 月がきれい(音響効果)
- フレームアームズ・ガール(音響効果)
- アホガール(効果)
- DIVE!!

#### 2018年
- ハクメイとミコチ
- FAIRY TAILファイナルシリーズ

#### 2019年
- ハイスコアガール
- Fairy gone フェアリーゴーン
- ロード・エルメロイⅡ世の事件簿 -魔眼蒐集列車 Grace note-

#### 2020年
- A3!
- とある科学の超電磁砲T
- 異種族レビュアーズ
- ソマリと森の神様
- トニカクカワイイ

#### 2021年
- スケートリーディング☆スターズ
- ホリミヤ

#### 2022年
- リコリス・リコイル[2]

### 劇場アニメ

#### 2017年
- DCスーパーヒーローズ vs 鷹の爪団
- 曇天に笑う＜外伝＞
- Fate/kaleid liner プリズマ☆イリヤ　雪下の誓い

#### 2018年
- モンスターストライク THE MOVIE ソラノカナタ
- ちいさな英雄-カニとタマゴと透明人間-（音響効果）
- 夏目友人帳 ～うつせみに結ぶ～
- 君の膵臓をたべたい

#### 2019年
- 空の青さを知る人よ
- BLACKFOX
- 巨蟲列島
- フレームアームズ・ガール～きゃっきゃうふふなワンダーランド～

#### 2020年
- Fate/Grand Order -神聖円卓領域キャメロット- 前編Wandering; Agateram

#### 2021年
- サイダーのように言葉が湧き上がる

### 実写ドラマ

#### 2018年
- 監査役野崎修平（WOWOW）
- 乱反射（名古屋テレビ）

#### 2019年
- 探偵が早すぎるスペシャル（読売テレビ）
- 神ちゅーんず（朝日放送）
- 都立水商！～令和～（毎日放送）
- 全裸監督（NETFLIX）
- トップリーグ（WOWOW）

#### 2020年
- MIU404（TBS）
- 大江戸もののけ物語（NHK）

#### 2021年
- エージェントファミリー～我が家の特殊任務～（関西テレビ）

#### 2022年
- 石子と羽男−そんなコトで訴えます？−（TBS）　※大道亜里沙との共同制作[3]

### ゲーム

#### 2022年
- STRANGER OF PARADISE FINAL FANTASY ORIGIN[4]

### 本人出演
- OHKみんなのニュース（岡山放送）
- ゆう６かがわ（NHK高松放送局）
- さぬきドキっ！「すごい人たち２。」（NHK高松放送局）
- 天才てれびくんYOU（Eテレ）
- ずっとしこく（NHK四国）
- 効果音クッキング（YouTube）
- 大阪ほんわかテレビ（読売テレビ）
- 沼にハマってきいてみた（Eテレ）
- 世にも珍しいお仕事ファイル（テレビ東京）
- 情報7daysニュースキャスター（TBSテレビ）2022年10月22日放映